# تاپ قراقویونلو
تاپ قراقویونلو (ترکی آذربایجانی: Tap Qaraqoyunlu) یک منطقهٔ مسکونی در جمهوری آذربایجان است که در شهرستان گورانبوی واقع شده‌است. تاپ قراقویونلو ۲۴۱۵ نفر جمعیت دارد.